# Kalte und heiße Kulturen oder Kulturelemente
Als kalte und heiße Kulturen oder kalte und heiße Kulturelemente werden in stark abstrahierenden, kulturvergleichenden Modellen entweder ganze Kulturen oder Gesellschaften oder einzelne kulturelle Elemente in Bezug auf die zugrunde liegenden Weltanschauungen und die Bereitschaft zu einem kulturellen und sozialen Wandel eingeordnet. Die Bandbreite erstreckt sich zwischen den beiden (theoretischen) Extremwerten „kalt“ und „heiß“: Je kälter eine Gesellschaft auf der Skala ist, desto ausgeprägter ist ihr Bestreben, ihre traditionellen Kulturmerkmale möglichst unverändert zu bewahren – eine Kultur wird als umso heißer eingeordnet, je größer ihr Antrieb zu tiefgreifenden und schnellen Modernisierungen der Gesellschaft ist.
Am kalten Pol finden sich vor allem herrschaftsfreie und sozial gleichgestellte Ethnien und indigene Völker, die keine dauerhaften Herrscher und kaum ausgeprägte Rangordnungen kennen (vergleiche auch soziologische Theorien der vormodernen Gesellschaft). Der heiße Pol dagegen liegt in stärkster Ausprägung bei den modernen, sozial geschichteten Industriegesellschaften.
Das Modell von kalt und heiß wird in strukturalistischen Studien der Kulturpsychologie, der Ethnologie (Völkerkunde) und der Anthropologie (Menschenkunde) angewendet sowie in abgewandelter Form (Heißes und kaltes Medium nach McLuhan) in den Medienwissenschaften.
Alle Ansätze, die mit solchen „thermischen Metaphern“ arbeiten, nutzen die Polarisierung von Kulturmerkmalen und damit die starke Vereinfachung der Wirklichkeit als Mittel, um grundlegende Muster zu erkennen und zu verdeutlichen. Die Bildung von Stereotypen durch ein Festhalten an der Vereinfachung wird von keinem Autor beabsichtigt.

## Begriffsgeschichte

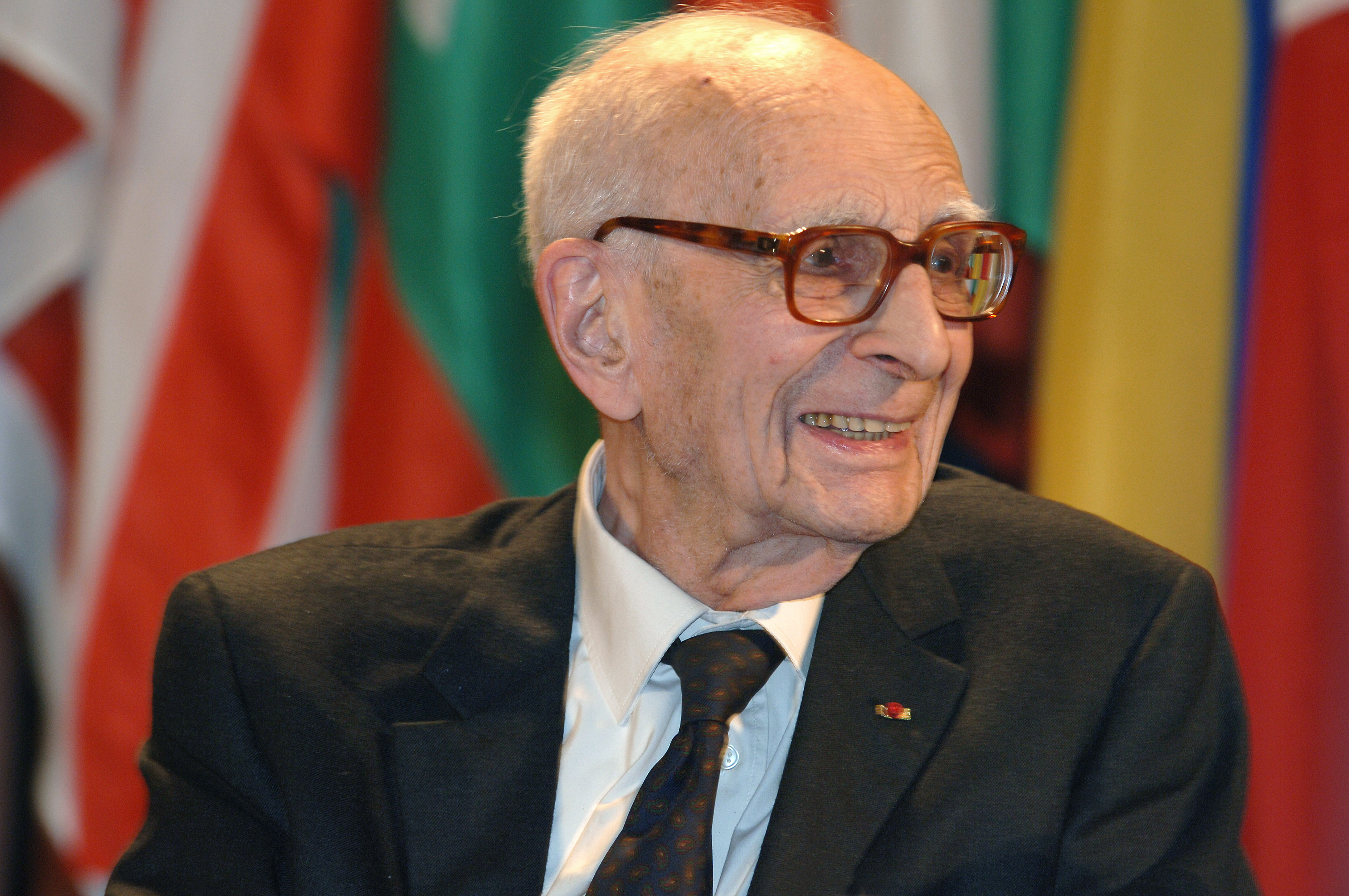
Claude Lévi-Strauss schuf das metaphorische Bild von kalten und heißen Gesellschaften

Der Gegensatz von heiß und kalt bildete schon in der antiken Philosophie eines von mehreren zentralen Gegensatzpaaren, die später vor allem metaphorisch verwendet wurden (z. B. Kalter Krieg im Gegensatz zum „heißen“ Krieg). Die Gegenüberstellung von kalten und heißen Kulturen, Gesellschaften oder ihren Elementen, Sozialbeziehungen und Handlungsstrategien ist heute wieder ein Thema der Ethnopsychologie und kognitiven Anthropologie, die (u. a. am Beispiel der Zubereitung von Speisen) zeigen, dass die Wahrnehmung des Heiß-Kalt-Klassifikationsystems stark kulturabhängig ist.
In seinem Werk Das wilde Denken schlug der französische Ethnologe Claude Lévi-Strauss vor, Kulturen nach ihrer weltanschaulichen Einstellung zum Kulturwandel zu unterscheiden. Er stellte fest, dass „primitive“ und „naturangepasste“ Ethnien komplexe soziale Verhaltenssysteme (Tabus, Rituale, Totemismus, komplizierte mythische Moralkonzepte u. ä.) haben, um jeglichen Wandel der bewährten Lebensweisen so weit wie möglich zu vermeiden. Um die bis dahin verwendeten stark abwertenden Bezeichnungen für diese Völker  zu vermeiden (Primitive, Wilde, Naturvölker), schlug er die Bezeichnung kalte Gesellschaften vor. Entsprechend bezeichnete er als heiße Gesellschaften die modernen Zivilisationen, für die eine fortschreitende Entwicklung aller Lebensbereiche kennzeichnend ist.
Während die Klassifizierung von Lévi-Strauss noch auf einer reinen Zweigliederung (Dichotomie) der Kulturen beruhte, erweiterten insbesondere Jan Assmann und Mario Erdheim sie später zu einem fließenden Spektrum zwischen zwei Polen.

## GegensätzlichekalteundheißeGesellschaften
| kalt | heiß |
| --- | ---- |
| Die Betrachtung möglichst unterschiedlicher Gesellschaften führt zu den unvereinbar erscheinenden Gegensätzen kalter und heißer Kulturen |      |

Sowohl „Hitze“ als auch „Kälte“ sind nach Assmann aktiv erzeugte Zustände einer Kultur oder Gesellschaft, die durch vielfältige Mechanismen erhalten werden.
„Kalte“ Gesellschaften haben in Jahrtausenden gelernt, dass vom Menschen herbeigeführte (anthropogene) Veränderungen ihrer an die äußeren Bedingungen gut angepassten Lebensweise unvorhersehbare Risiken bergen. Entsprechend sind sie bestrebt, den kulturellen Wandel ihrer Gesellschaft so gering wie möglich zu halten und sich den langsamen und gleichbleibenden Zyklen in der Natur anzupassen. Dazu haben sie eine Vielzahl von Riten, Mythen, Traditionen und beständigen Wertvorstellungen entwickelt, um die stabilen Abläufe ihres Alltages weitgehend unverändert zu bewahren oder bei Störungen ein Gleichgewicht wieder herzustellen. Lévi-Strauss hat diese Verarbeitung menschlicher Geschichte als „besondere Weisheit“ bezeichnet, da es sich nicht um ein Unvermögen vermeintlich primitiver Kulturen handelt, sondern um das bewusste „Einfrieren“ des Wandels in einer speziellen Form kollektiver Erinnerung. Solche Kulturen misstrauen grundsätzlich der menschlichen Erfindungs- und Erneuerungskraft (Innovation).
„Heiße“ Gesellschaften dagegen vertrauen auf die Kreativität des Menschen und versuchen mit Hilfe eines sich zunehmend beschleunigenden Fortschritts, die Natur immer stärker an ihre Bedürfnisse anzupassen. Reflexion ersetzt die Riten, eine chronologische Aufzeichnung der Geschichte ersetzt die Mythen und eine Modernisierung ersetzt die überlieferte Tradition. Das naturwissenschaftlich, technologisch und wirtschaftlich orientierte Denken wird zur Sinn gebenden Leitlinie und zum „Motor“ dieser Entwicklung.
Nach Lévi-Strauss muss diese Unterscheidung wertfrei verstanden werden: Die kalten Kulturen sind weder unterentwickelt noch haben die heißen Kulturen einen Entwicklungsvorsprung. Die folgende Übersicht unterscheidet Eigenschaften kalter und heißer Gesellschaften:
| [ 8 ] [ 9 ] [ 10 ] [ 11 ] [ 12 ] [ 13 ] [ 2 ] [ 14 ] [ 15 ] [ 16 ] [ 17 ] [ 18 ] [ 19 ] [ 20 ] [ 21 ] [ 22 ] | Kalte Gesellschaften | Heiße Gesellschaften |
| --- | --- | --- |
| Leitbild | - Fortdauer: „beharrliches Festhalten“ an den Traditionen | - Fortschritt: „gieriges Bedürfnis“ nach kulturellem Wandel |
| vorrangige Wertvorstellungen                                                                                 | - Dasein, gruppensolidarische Einheit, Idealismus, ethnisch „verpflichtende“ Religion | - Entwicklung, schöpferische Auseinandersetzung, Materialismus, Wissen |
| soziokulturelle Merkmale                                                                                     | - größtmögliche Anpassung der Kultur an die Umwelt - überlieferte, festliegende Handlungsnormen - ein festliegendes gesellschaftliches Konzept - homogene lokale Kleingruppen - soziale Gleichheit - geringe Flexibilität in neuen Situationen - ohne fremde Einflüsse sehr stabil | - größtmögliche Anpassung der Umwelt an die Kultur - ausgehandelte, veränderliche Konventionen - verschiedene konkurrierende gesellschaftliche Konzepte - heterogene globale Massengesellschaft - soziale Ungleichheit - hohe Flexibilität in neuen Situationen - permanente Gefahr chaotischer und instabiler Zustände |
| Wirtschaft                                                                                                   | - Befriedigung der biologischen und kulturellen Grundbedürfnisse - Anpassung der Bedürfnisse an die äußeren Gegebenheiten - Subsistenzwirtschaften - manuelle Arbeitsweisen - konstant sehr niedrige Wirtschaftsleistung - sehr geringe Arbeitsteilung - extrem niedriger Energieverbrauch - weniger als 2000–4000 kWh pro Person und Jahr - natürliche Kreislaufwirtschaft - moralisch begründete Nachhaltigkeit | - Befriedigung ständig neu erzeugter Bedürfnisse und Wünsche - Anpassung der äußeren Gegebenheiten an die Bedürfnisse - globale Marktwirtschaft, Massenkonsum - manuelle, maschinelle, automatisierte Arbeitsweisen - zunehmend wachsende Wirtschaftsleistung - extrem differenzierte Arbeitsteilung - extrem hoher Energieverbrauch - Beispiele: Deutschland 47.500 kWh/P/a, USA 90.000 kWh/P/a - vorwiegend Linearwirtschaft - bewusst geforderte Nachhaltigkeit |
| Wissen des Einzelnen                                                                                         | - eher praktisch, detailliert, unkritisch aus der Tradition übernommen, Großteil selbst erfahren, individuell sehr ähnlicher Wissensstand - umfassendes Umweltwissen | - eher theoretisch, oft oberflächlich, oft hinterfragt, Großteil fremd vermittelt, individuell sehr unterschiedlicher Wissensstand - fragmentarisches Umweltwissen |
| Erinnerung und Bedeutung                                                                                     | - Wiederkehrendes, Regelmäßiges, Bewährtes, kulturelles Gedächtnis | - Einmaliges, Besonderes, Neues, Geschichtsschreibung |
| Strategien zur Problemlösungen                                                                               | - Rituale, individuelle Fähigkeiten, gegenseitige Hilfe, Glaube, bewährte Methoden | - Reflexion, materielle Möglichkeiten, technische Hilfsmittel, Wissenschaft, innovative Methoden |
| Weltbild | - mythisch und magisch, ganzheitlich, naturverbunden, statisch - Gegenwart und Geschichte wird auf eine Zeitebene verdichtet | - wissenschaftlich, einzelheitlich, naturentfremdet, dynamisch - Geschichte wird chronologisch festgehalten |
| Gesellschaftsformen                                                                                          | - segmentäre Gesellschaft, Clan-Gesellschaft, Häuptlingstum u. a. | - komplexe geschichtete Gesellschaftsstruktur (Diktatur, Monarchie, Demokratie u. a.) |
| Repräsentative Gesellschaften                                                                                | - naturangepasste, isolierte Indigene | - Industriestaaten |
| Begrifflichkeiten vor Lévi-Strauss                                                                           | - primitiv, schriftlos, nicht industrialisiert, herrschaftsfrei, geschichtslos, archaisch | - zivilisiert, schriftkundig, industrialisiert, staatenbildend, geschichtlich, modern |

## Fließende Übergänge zwischenkaltundheiß

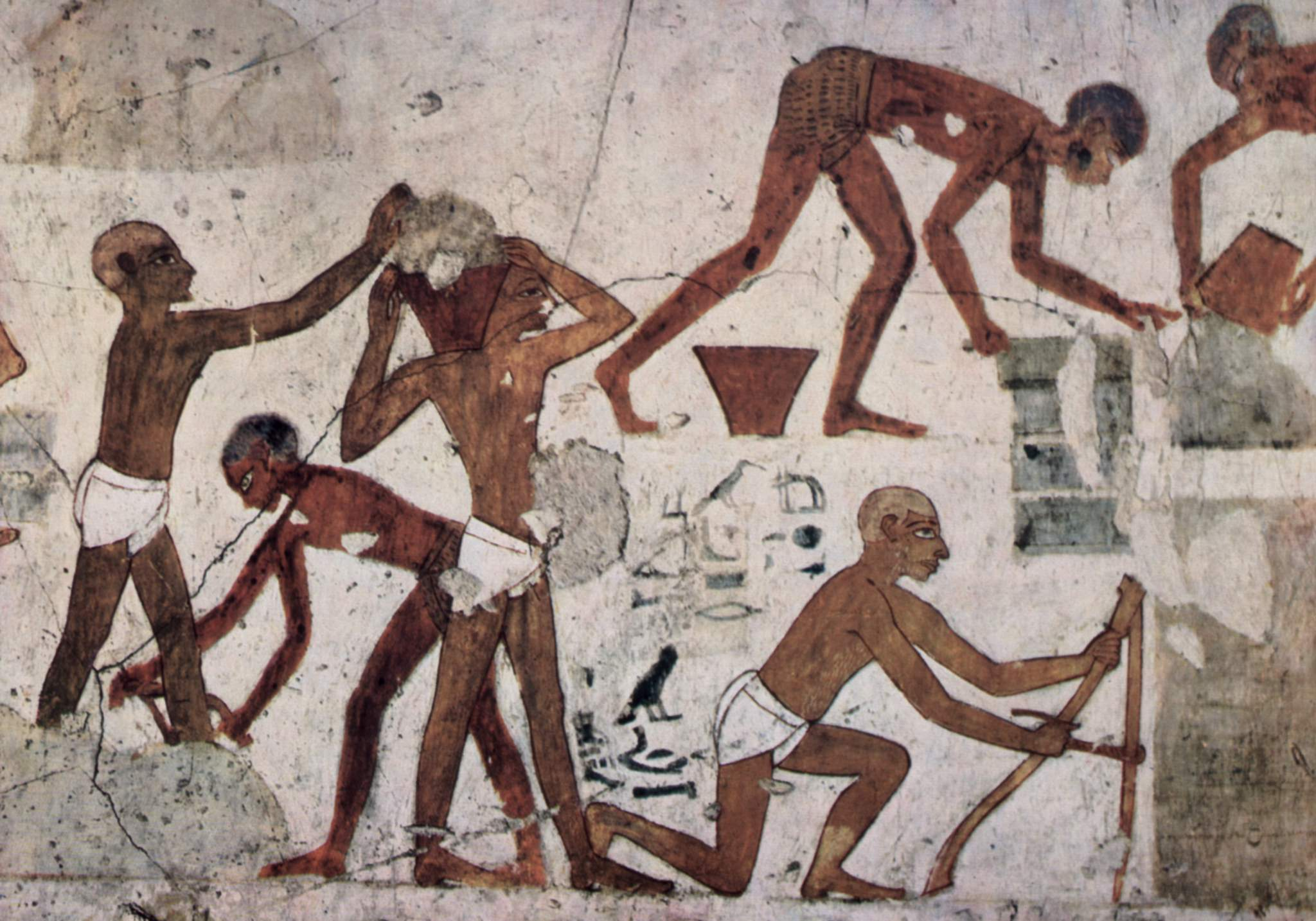
Nach Jan Assmann war die altägyptische Hochkultur bestrebt, ihren einmal erreichten Zustand zu bewahren (kalt)

| \| \| Da alle Kulturen sowohl abkühlende wie auch aufheizende gesellschaftliche Einrichtungen haben (Institutionen), sind die Übergänge zwischen den Polen in Wirklichkeit fließend |
| |

Lévi-Strauss stellte fest, dass kalte Kulturen sich nicht automatisch zu heißen Kulturen entwickeln müssten. Er ging allerdings davon aus, dass ein Kulturwandel nur zur „Erhitzung“ führen könnte und eine „Abkühlung“ nicht möglich sei. Der deutsche Kulturwissenschaftler Jan Assmann wies dagegen nach, dass es durchaus Beispiele für „kalte Zivilisationen“ gibt. So haben die Menschen des Alten Ägypten und die mittelalterlichen Juden heiße Elemente (wie Schrift, Technologie, Herrschaft) genutzt, um ihren eher kalten Zustand zu bewahren und weitere Veränderungen ihrer Kultur zu verhindern. Daraus folgert Assmann, der Kulturwandel könne auch zurück zur „Kälte“ gehen. Ähnlich argumentiert Joel Mokyr in Bezug auf das neokonfuzianische China des 15. und 16. Jahrhunderts.
Die kalten Gesellschaften verändern sich in sehr langen Zeiträumen und passen entsprechend laufend den Inhalt ihres kulturellen Gedächtnisses an. Allerdings merken sie das nicht, solange keine schnellen und gravierenden Veränderungen durch äußere Einflüsse auftreten. Weil sie ihr Wissen für ewig gültig halten und geschichtliche Inhalte in zeitlose Mythen umwandeln, fehlt ihnen die Möglichkeit des Vergleichs zwischen vorher und nachher. Der Ethnologe Rüdiger Schott (1927–2012), der einer differenzierten Sicht vom Geschichtsbewusstsein der „schriftlosen Völker“ zum Durchbruch verholfen hat, nutzte ebenfalls die Vorstellung kalter und heißer Kulturen in seinen Überlegungen zu Wildbeuterkulturen.
Ganz anders die heißen Gesellschaften: Ihr kulturelles Gedächtnis ist eher vom Typ eines „Arbeitsspeichers“, wobei das vorhandene Wissen ständig hin und her geschoben und immer wieder neu verknüpft wird.

### AbkühlendeundaufheizendeInstitutionen

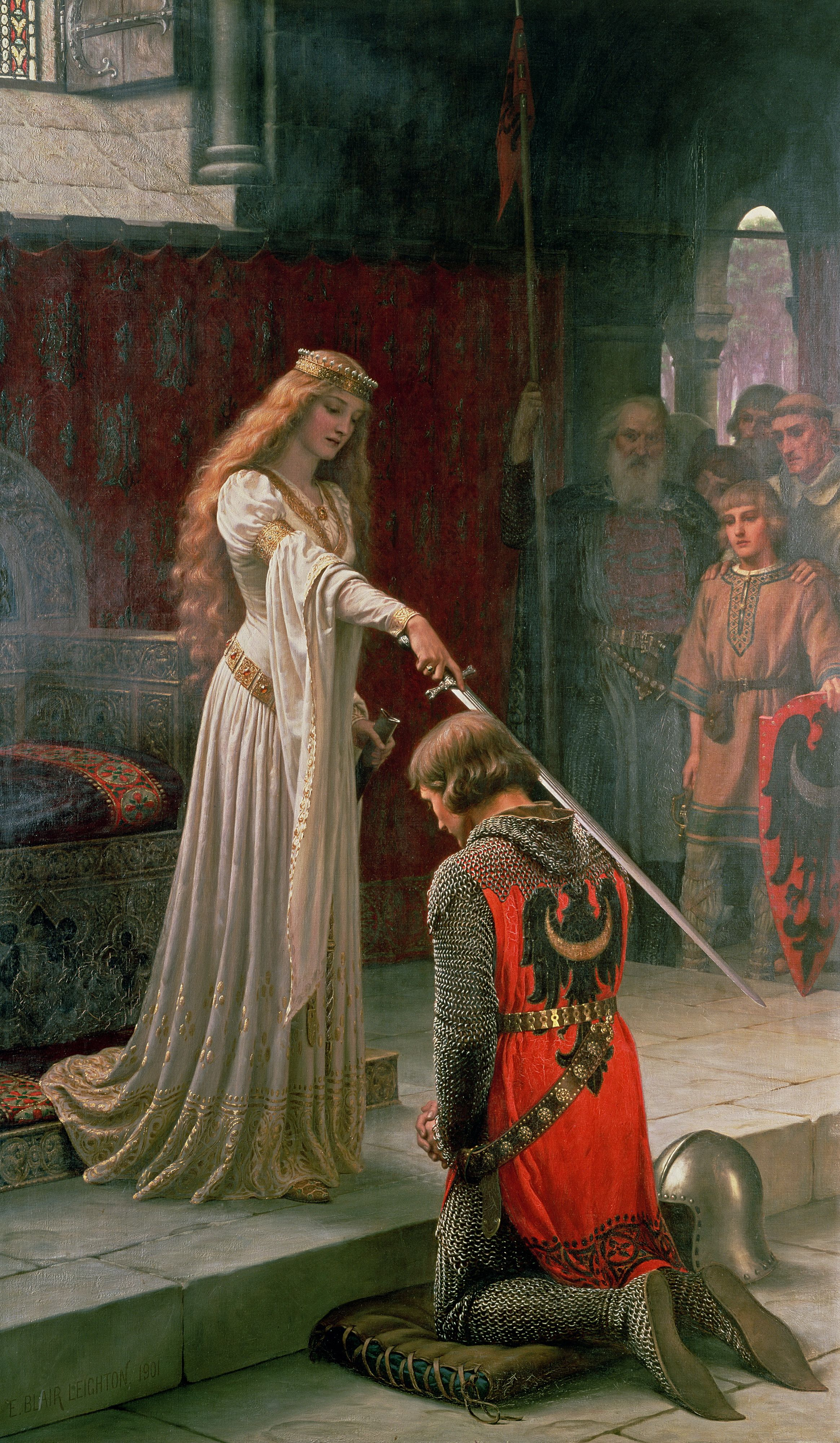
Der Ritterschlag: ein kalter Initiationsritus, feierliche Bekennung zu Überlieferung und Herrschaftsanspruch

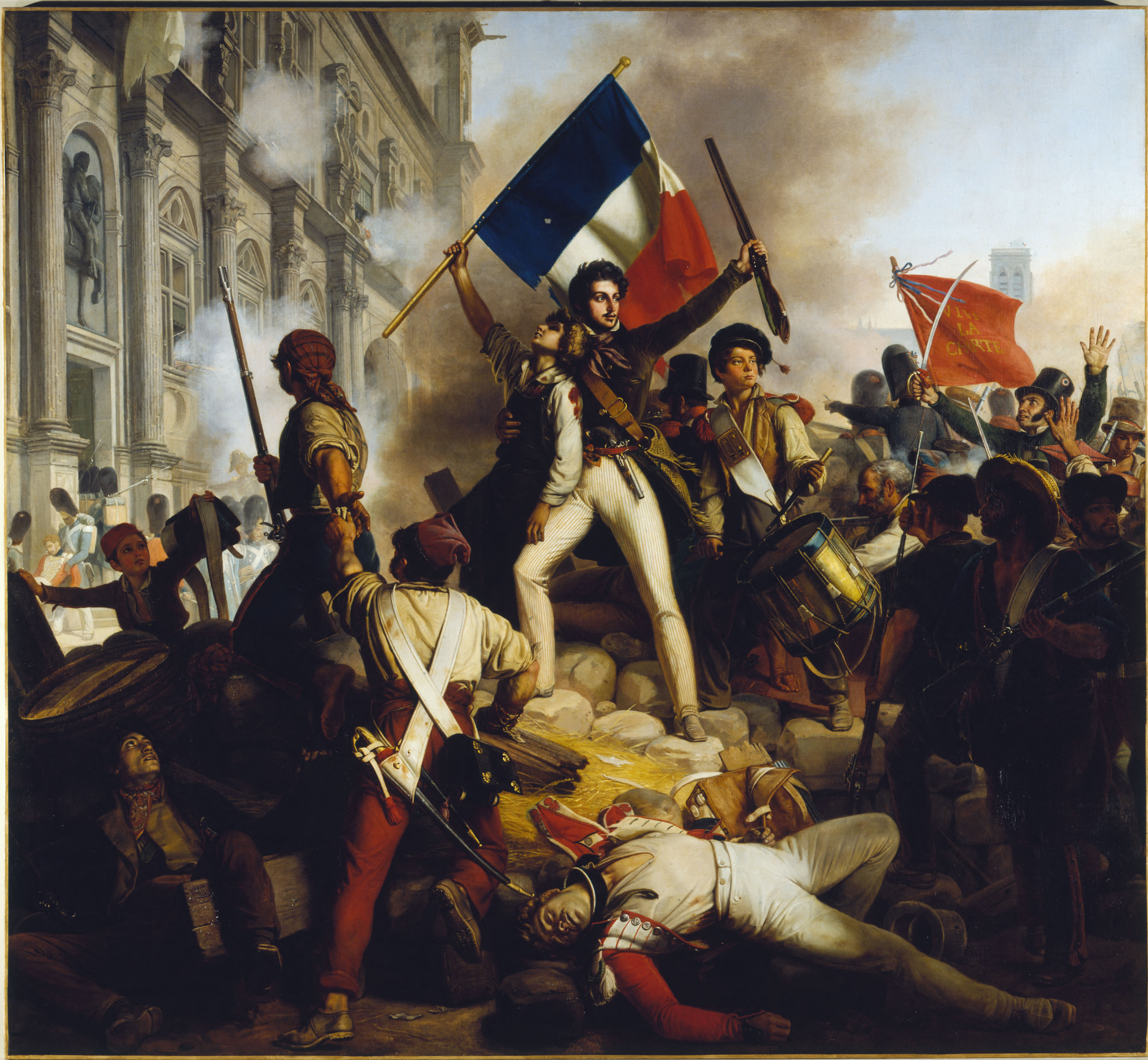
Sozialer Wandel und die heißen Elemente Ungleichheit und Unterdrückung bedingen sich gegenseitig und ab einem bestimmten Punkt wird die Beschleunigung des Wandels ein selbstverstärkender Prozess, der zu Unruhen und Revolutionen führen kann

Der Schweizer Ethnologe und Psychoanalytiker Mario Erdheim hat das Modell weiter differenziert und erkannte, dass es in allen Gesellschaften sowohl „abkühlende“ als auch „aufheizende“ Einrichtungen (Institutionen) gibt, welche die jeweilige Kultur in die eine oder in die andere Richtung beeinflussen. So sind beispielsweise Kirche und Schule kalte Einrichtungen in einer ansonsten heißen Gesellschaft. In modernen Zivilisationen dienen „Kühlsysteme“, wie etwa das Militär, zur Erhaltung der Herrschaft. Kalte Merkmale in Diktaturen sind zum Beispiel nationalistische Ideologien, Ungleichheit der Geschlechter oder Fundamentalismus – in Demokratien hingegen beispielsweise die Menschenrechte oder das Bildungswesen.
Da Neugier, Wagnis und Experimentierfreudigkeit in der Jugend deutlich stärker ausgeprägt sind als im fortgeschrittenen Alter, wird das Veränderungspotential für einen „aufheizenden“ Kulturwandel von den Anthropologen vor allem bei den Heranwachsenden gesehen. Kalte Gesellschaften – oder kalte Institutionen in heißen Gesellschaften – versuchen diese als unreif und risikobehaftet angesehenen Ideen der Jugend häufig durch Initiationen (wie Mannbarkeitsrituale, Ritterschlag, Taufe, Konfirmation, Fahneneid) zu unterdrücken, während heiße Kulturen solche Rituale eher abbauen. Während kalte Kulturen durch Initiationsriten und andere Formen der Einflussnahme wie Bestrafung die Entwicklungsrichtung von Jugendlichen deutlich vorzeichnen, existieren für Adoleszenten in „heißen“ Kulturen wenige Vorgaben.
Die moderne ethnologische Feldforschung in Zusammenhang mit der Globalisierung hat zwar bestätigt, dass die Entwicklung von kalten zu heißen Kulturen kein zwangsläufiges Schicksal und eine Abkühlung heißer Kulturen durchaus möglich ist. Aber sie hat auch ergeben, dass heiße Kulturelemente auf kalte Kulturen dominant wirken, so dass es faktisch dennoch meistens zu einer Erhitzung von Kulturen kommt. Diese kann als Prozess der Transkulturation, der Einflussnahme einer Kultur auf andere verstanden werden. Dabei können traditionelles Wissen, kulturelle Vielfalt und alternative Lebensentwürfe unwiederbringlich verloren gehen. Schätzungen gehen davon aus, dass im 21. Jahrhundert 2000 bis 6000 Kulturen von der Auslöschung durch die „Globalkultur“ bedroht sind (siehe auch Inkulturation: Einbringen von Kulturelementen in eine andere Kultur). „Aufgeheizte“ Gesellschaften gewöhnen sich rasch daran, ihren Informationsbedarf aus den Wissensspeichern fremder Kulturen zu befriedigen.
Diese Dominanz ist nicht nur technologisch zu verstehen und muss sich durchaus nicht gewalttätig äußern. Häufig vollzieht sich der Kulturabfluss oder -zufluss, der Ab- und Zufluss aufheizender oder abkühlender Elemente durch verbale und nonverbale Kommunikation entlang der Verkehrswege oder durch Vernetzung (heute vor allem durch Geldströme und digitale Kanäle, also auch über lange Distanzen), seltener durch offene Aggression, im Extremfall durch „kulturellen Ethnozid“. Völker, die angegriffen werden, grenzen sich jedoch automatisch von den Aggressoren ab, indem sie sich bewusst auf ihre eigene Kultur beziehen und das Fremde ablehnen, wie beispielsweise die Geschichte der nordamerikanischen Indianerkriege belegt. Bei friedlichen Begegnungen indes neigen die Angehörigen kalter Gemeinschaften regelmäßig dazu, freiwillig normative Elemente der offensichtlich dominanten Kultur zu übernehmen, wie dies nach 1990 in Osteuropa geschah. Zunehmende Homogenität und Differenzierung einer Kultur führt jedoch fast automatisch zu weiterer Aufheizung, Schriftkulturen heizen sich ebenfalls rascher auf als orale Kulturen mit ihren festgefügten („eingefrorenen“) Ritualen.
Solche Prozesse des Kulturzu- und -abflusses, der Dynamisierung und der Verlangsamung des Wandels werden häufig durch Metaphern der Temperatur, Farbe, Größe oder durch technische Begriffe wie kritische Masse (ab welcher ein spontaner Aufheizungsprozess erfolgt), Induktion oder Inferenz, Gravitation, Fließrichtung oder Fraktal anschaulich gemacht. Leopold Kohr postulierte allerdings das Beharrungsvermögen kleine Einheiten, die der Norm „Small is beautiful“ folgen, gegenüber den großen Systemen, und warnt vor dem Überschreiten kritischer Systemgrößen.
Auch die Konkurrenz machtvoller und gegensätzlich „gepolter“ Institutionen kann große soziale Spannungen zur Folge haben. So führen beispielsweise die anheizenden Tendenzen der Marktwirtschaft und Globalisierung in Gesellschaften, die eine starke Bindung an die abkühlende Institution der Religion haben, zu gesellschaftspolitischen Konflikten. Häufig begegnet die kalte Institution dieser Entwicklung mit einer weiteren, drastischen Abkühlung: Vormals freiwillig akzeptierte, zwanglose Normen werden plötzlich zu dogmatischen Zwängen. Soziale Ungleichgewichte, Destruktivität und Fanatismus sind die Folge.

### Ähnliche Sozialmetaphern zur Beschreibung des Dualismus
Allerdings verfügen auch „heiße“ Gesellschaften über zahlreiche institutionelle Stabilisierungsmechanismen, die gegen eine drohende Überhitzung wirken und das Tempo des von äußeren Einflüssen und Anpassungszwängen induzierten Wandels abbremsen. Dabei handelt es sich um sog. ordnungsschaffende Kräfte wie z. B. Religion, Familie, Verfassung, Wahlrecht, Polizei, schulischer Lernkanon oder Werteerziehung. Talcott Parsons postulierte die Existenz einer in jedem sozialen System notwendigerweise existierenden Funktion, die er Latency bzw. Latent Pattern Maintenance nannte. (In der Ingenieurssprache bedeutet Latency „Totzeit“, also eine zeitverzögerte Reaktion auf einen Signaleingang). Diese Funktion dient der Aufrechterhaltung von Strukturen, kulturellen Mustern (patterns) und Werten, während die Funktion Adaption für eine schnelle Reaktion auf Veränderungen der Systemumwelt z. B. durch Ressourcenbeschaffung oder Technikentwicklung sorgt.
Auguste Comte entwickelte zur Beschreibung dieses Sachverhaltes das Begriffspaar von sozialer Dynamik und sozialer Statik. Triebkräfte der Dynamik sind für ihn Bevölkerungsvermehrung, individuelles Glücksstreben, die Wirtschaft oder allgemeine intellektuelle Fortschritte; sie bedrohen jedoch die Kohäsionskräfte der Gesellschaft. Der statischen Seite der Gesellschaft sind Religion, Hierarchien, Solidarität oder die Familie als Institution zuzuordnen. Nach der entfesselten Dynamik der Französischen Revolution und der folgenden Revolutionen von 1830 und 1848 sah er vor allem Bedarf für eine Stabilisierung.
In Karl Marx’ Basis-Überbau-Schema ist die technisch-ökonomische Basis der gesellschaftlichen Entwicklung das treibende Element der gesellschaftlichen Entwicklung und der politisch-kulturell-ideologische Überbau eher ein retardierender Faktor,  dessen integrative Kraft jedoch von Zeit zu Zeit gesprengt wird.
Das Beispiel des mittelalterlichen neokonfuzianischen China zeigt, dass das konservative Wertesystem einer Gesellschaft die dynamische Funktion Adaption (in der Sprache des AGIL-Modells von Parsons) so weit herunterregulieren kann, dass Technikentwicklung und Innovationsverhalten zum Erliegen kommen. Nachdem unter Kaiser Yongle die chinesischen Dschunken bis zu fünf Masten besaßen und die Ostküste Afrikas erreichten, wurde zur Unterdrückung des Fernhandels mehrfach ein Seefahrts- bzw. Schiffbauverbot erlassen, das den Bau von Schiffe mit nur noch einem Mast zuließ. Aufzeichnungen über frühere Seeexpeditionen wurden zerstört, um ausländische Einflüsse zu unterdrücken. Zwar hielten diese Verbote nur kurze Zeit, sie schädigten aber den Innovationsprozess nachhaltig. Lévi-Strauss selbst lobte die japanische Meiji-Restauration seit 1868:

„Zwischen der Treue zur Vergangenheit und den von Wissenschaft und Technik herbeigeführten Veränderungen ist es vielleicht allein Japan gelungen, zu einem Gleichgewicht zu gelangen. Zweifellos verdankt es dies zunächst der Tatsache, dass es mittels einer Restauration und nicht wie beispielsweise Frankreich durch eine Revolution in die Moderne eingetreten ist.“

## Bezug zu sozioökologischen Kategorien
Seine wertfreie, an der Phänomenologie orientierte strukturalistische Methode hinderte Lévi-Strauss nicht daran, die Zerstörung der kalten durch die heißen Kulturen zu betrauern.

„Eine wuchernde, überreizte Zivilisation stört für immer die Stille der Meere. Eine Gärung von zweifelhaftem Geruch verdirbt die Düfte der Tropen und die Frische der Lebewesen, tötet unsere Wünsche und verurteilt uns dazu, halb verfaulte Erinnerungen zu sammeln.“

Auch der englisch-französische Philosoph und Umweltschützer Edward Goldsmith (1928–2009) stellte die chthonischen (erdverbundenen) Völker der modernen Gesellschaft gegenüber. Heute herrsche eine Tendenz zur „Atomisierung“ aller Lebensbereiche vor, als Trennung zwischen beispielsweise Arbeit und Wohnen, Schule und Religion oder Jung und Alt, bis hin zu einer einzelheitlichen Wissenschaft (Reduktionismus). Demgegenüber war eine möglichst homogene Gemeinschaft die Grundlage aller sozialer Beziehungen in den chthonischen Kulturen.

„[…] Wir waren zufrieden, die Dinge so zu lassen, wie der Große Geist sie gemacht hatte. Die Weißen sind nicht zufrieden und ändern sogar den Lauf der Flüsse, wenn er ihnen nicht gefällt.“

Der indianische Politikwissenschaftler und Aktivist Vine Deloria (1933–2005) drückte es ähnlich wie Jan Assmann aus, indem er Menschen, „die in der Natur leben“, von denen unterschied, „die in der Geschichte leben“.
Mit Ecosystem people (Ökosystemmenschen) und Biosphere people (Biosphärenmenschen) führte der Ökologe Raymond Dasmann Ende der 1980er Jahre zwei Begriffe ein, die große Ähnlichkeiten zu den kalten und heißen Kulturen aufweisen. Der Fokus liegt hier auf der Größe des Einflussbereiches verschiedener Ethnien in Bezug auf die Umwelt. Ökosystemmenschen leben innerhalb eines oder weniger Ökosysteme und ihr Überleben hängt ganz von der direkten Umwelt ab. Dasmann rechnet subsistenzwirtschaftende Jäger und Sammler,  Bodenbauern und nomadische Hirten dazu. Biosphärenmenschen nennt Dasmann hingegen all jene Menschen, die mit Hilfe von Wissenschaft, Technologie und Marktwirtschaft in zunehmendem Maße auf die gesamte globale Biosphäre einwirken. Ihre Güter stammen oftmals aus weit entfernten Gegenden und sie leben zum großen Teil in Städten. Störungen in einzelnen Ökosystemen werden häufig nicht bemerkt und haben auf viele Menschen keine spürbaren Auswirkungen.
Der ungarisch-österreichische Wirtschafts- und Sozialwissenschaftler Karl Polanyi unterschied 1976 die grundlegenden wirtschaftlichen Prinzipien Gegenseitigkeit und Verteilung bei den so genannten „Naturvölkern“ von den Prinzipien Verkauf und Aufbewahrung in der Konsumgesellschaft.
Einen interessanten Vergleich zu den wissenschaftlichen Konzepten biete das Volk der Yupno in Papua-Neuguinea. Für sie bildet das Kontinuum zwischen „heiß“ und „kalt“ eine wesentliche Orientierungsachse im Denken: Jeder Mensch hat ein bestimmtes Maß von „vitaler Energie“ in sich – die sich im Idealfall in einem „kühlen“ Zustand befindet. Wenn jemand introvertiert ist oder sozial im Abseits steht, hat er einen „kalten“ Zustand. Der „heiße“ Zustand hingegen bezeichnet prinzipiell kranke Menschen, aber auch jemanden, der emotional sehr erregt ist.